# Canta U Populu Corsu
Canta U Populu Corsu ("Het Corsicaanse volk zingt") is een Corsicaanse band. De groep werd 17 juli 1973 opgericht in het dorpje Sermanu (Sermano) door onder anderen Petru Guelfucci, Ghjuvan' Paulu Poletti en Natale Luciani.

## Biografie
De band stond samen met I Muvrini aan het hoofd van Riacquistu (de herleving van het zingen in de Corsicaanse taal) in de jaren 70. In de beginjaren speelde de band veelal covers van traditionele liedjes, die ze vaak zelf in de dorpen bij de ouderen verzamelden, met het doel de taal en de cultuur van Corsica te beschermen en te verspreiden.
Vanaf de jaren zeventig tot de eenentwintigste eeuw bracht de band (in verschillende bezettingen) een tiental albums uit. Een van de oprichters van de band, Natale Luciani, kwam in december 2003 om bij een verkeersongeluk. Ook leden van het eerste uur Alanu Nicoli en Dumenicu Gallet zijn respectievelijk in 2007 en 2013 van ons heengegaan. In 2013 is een nieuw studioalbum verschenen bij gelegenheid van het veertigjarig bestaan van de groep. De nummers werden geschreven door groten als Ghjacumu Fusina, Cristofanu Filippi, Alanu Di Meglio, Saveriu Luciani en bandlid Carlu Rutili. De titelsong is van de hand van een getalenteerde jonge opkomende dichter,  Ghjuvan' Federiccu Terrazzoni. Eveneens ter gelegenheid van dit jubileum kwamen de oprichters van weleer in 2013 bijeen onder de naam 'Canta 73' voor een tweetal concerten (in Bastia en Aiacciu). Op het podium vele oudgedienden: onder anderen Minicale (alias Alain Bitton Andreotti), Filippu Rocchi, Mighele Cacciaguerra, Maì Pesce, Christophe Mac Daniel, Anna Rocchi, Eric Gineste en Ceccè Pesce. 

## Discografie
- 1975: Eri, oghje, dumane
- 1976: Libertà
- 1977: Canti di a terra è di l'omi
- 1978: A strada di l'avvene
- 1979: Chjamu a puesia
- 1979: Festa zitellina
- 1981: Au théâtre de la ville (liveopname Théâtre de la Ville, Parijs)
- 1982: C'hè dinù
- 1993: In Cantu (Best Of)
- 1995: Sintineddi
- 1998: Memoria
- 2001: Rinvivisce
- 2003: 30 anni - Giru 2003 (Live)
- 2005: Bataclan 2005
- 2009: Sparte
- 2013: Altri Menti